# Teversal
Teversal – wieś w Anglii, w hrabstwie Nottinghamshire, w dystrykcie Ashfield. Leży 25 km na północny zachód od miasta Nottingham i 199 km na północny zachód od Londynu.